# Ltschaschen
Ltschaschen (armenisch Լճաշեն; englische Transkription Lchashen) ist ein Dorf in Armenien mit 4182 Einwohnern. Im Ortsgebiet liegen ein bronzezeitlicher Friedhof, eine urartäische Festung sowie eine Kirche aus dem 13. Jahrhundert. Bekannt ist es für seine Ausgrabungsstätte am östlichen Dorfrand, die als eine der wichtigsten archäologischen Fundstätten Armeniens gilt. 

## Lage
Ltschaschen liegt etwa 50 Kilometer nordöstlich der Hauptstadt Jerewan in der ostarmenischen Provinz Gegharkunik am Ufer des Sewansees. Dort entstand das Dorf auf einer Höhe von etwa 1930 Metern am nördlichen Rand des Geghamgebirges.

## Geschichte

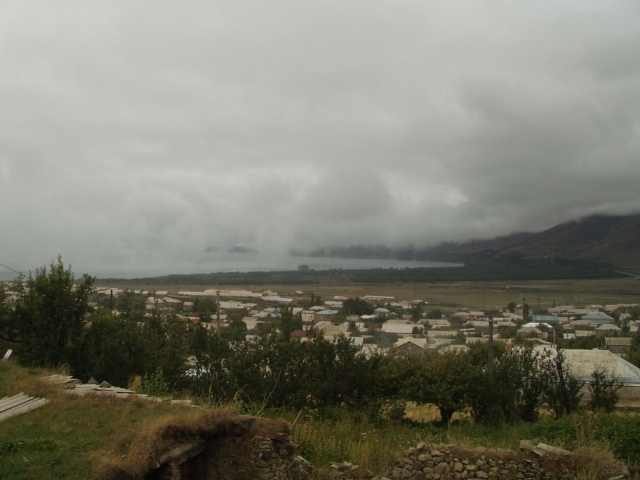
Ltschaschen

Die ältesten Siedlungsspuren wurden auf einem bronzezeitlichen Friedhof sowie den angrenzenden Siedlungsarealen gefunden. Am südlichen Rand des Friedhofs liegen die Überreste einer antiken Siedlung sowie einer urartäischen Festung. Ihre Ursprünge stammen aus dem 3. Jahrtausend vor Christi und wurden 1950 entdeckt, als das Wasserspiegel des Sevansees aufgrund sowjetischer Bewässerungsprogramme stark absank. Gemeinhin wird das Dorf der Kura-Araxes-Kultur zugeordnet. Neuere Forschungsergebnisse zweifeln dies aufgrund stark davon abweichender Befunde, etwa bei den Begräbnisritualen, an.
Nach den bisherigen Untersuchungsergebnissen wurde Ltschaschen am Ende des 4. Jahrtausends v. Chr. gegründet. Im 3. Jahrtausend wurde die Festung gebaut. Innerhalb des Siedlungsareals standen runde und eckige Siedlungsstrukturen. Funde deuten darauf hin, dass die Wirtschaft auf Landwirtschaft, Viehzucht, Holzverarbeitung, Korbflechten, Metallurgie und Keramikverarbeitung basierte. Die Blütezeit von Ltschaschen währte wohl von etwa 1500 v. Chr. bis zum Untergang des urartäischen Reiches im 7. Jahrhundert v. Chr.

## Der bronzezeitliche Friedhof
Der bronzezeitliche Friedhof ist rund 800 Meter lang und 100 Meter breit. Auf dem Areal wurden bis dato etwa 800 Gräber entdeckt, die größtenteils mit Steinen bedeckt waren. Sie sind möglicherweise Relikte einer einzigartigen bronzezeitlichen Kultur. Die Grabbeigaben lassen darauf schließen, dass einige der dort Bestatteten Mitglied einer Elite waren, die sich mit zwei- oder vierrädrigen Pferdewagen aus heimischer Eiche und Ulme mit angeschirrten Pferden oder Stieren bestatten ließen. Auf den Wagen wurden die Verstorbenen mit weiteren Grabbeigaben so platziert, als ob sie auf dem Weg ins Jenseits wären. Die Vorstellung von der Reise ins Jenseits bestimmte den Aufwand für die Toten, also für die Ahnen. Sie drückt das Bedürfnis aus, auch im Jenseits über den irdischen Reichtum nebst den domestizierten Pferden verfügen zu können. Die Grabbeigaben umfassten bronzene Stierstatuen, einen goldenen Frosch und 25 weitere Goldobjekte, die im 2. Jahrtausend vor Christi hergestellt wurden. Das dafür benötigte Gold wurde vermutlich in der Goldmine von Sotk (Zod) in der Nähe des Dorfes Sotk im Südosten der Provinz Gegharkunik abgebaut. Zu den wichtigsten Funden aus Ltschaschen zählen auch mehrfarbige, mit gepunkteten Mustern versehene Keramikwaren. Sie stellen eine Weiterentwicklung der zuvor verwendeten schwarzen, polierten Keramikwaren dar. Die auf dem Friedhof gefundenen Haushaltsgegenstände aus Holz wie Löffel, Schöpflöffel, Kellen, Tassen, Eimer und Tische gewähren einen Blick in das Alltagsleben der bronzezeitlichen Dorfbewohner.
Die Inschrift von Ltschaschen wurde in der Nähe des Friedhofs auf der linken Seite und etwa 15 bis 20 Meter von der Sevan-Gavar-Straße entfernt in einen dem See gegenüberstehenden Felsen gehauen. Sie besagt, dass der urartäischer König Argišti I. das Land Qihu eroberte und die Stadt Ištiquni erreichte, mit der möglicherweise Ltschaschen gemeint ist.
Funde aus Ltschaschen werden in der  Eremitage (St. Petersburg) und im Staatlichen Historischen Museum in Jerewan gezeigt.